# حداد (ثديي)
حُدَّاد (وتسمى أيضًا زبابة الفيل) (الاسم العلمي Macroscelides)، جنس حيوانات لبونة حاشرة جاسّة من رتبة زبابيات الفيل وفصيلة الحداديات. أنواعه المعروفة ثلاثة منتشرة في غرب ناميبيا وجنوب أفريقيا. تألف الفيافي والبراري القاحلة. قوتها الحشرات وأساريعها. عدوها قفز مستمر. أجسامها صغيرة تطول من 12 إلى 14 سم. يضاف إليها طول الخنابة من 1 إلى 2 سم. وطول الذنب من 10 إلى 12 سم. أثوابها من الصهبة إلى الشقحة والشقحة السمراء. بطونها وصدورها بنية اللون أو عاجية دنسة. أناثها عشارية الإطباء.